# Arcidiocesi di Mocisso
L'arcidiocesi di Mocisso (in latino Archidioecesis Mocissena) è una sede soppressa del patriarcato di Costantinopoli e sede titolare della Chiesa cattolica.

## Storia
Mocisso, identificabile con Kırşehir in Turchia, è l'antica sede metropolitana della provincia romana della Cappadocia Terza nella diocesi civile del Ponto e nel patriarcato di Costantinopoli.
La sede fu eretta a metropolia nel concilio ecumenico del 553, in seguito alla decisione dell'imperatore Giustiniano I di dividere in due la provincia della Cappadocia Seconda e di creare la Cappadocia Terza, di cui Mocisso divenne capitale. Tuttavia questa decisione imperiale si scontrò con i canoni del concilio di Calcedonia (451), che vietavano di erigere nuove province ecclesiastiche. E così, nel concilio ecumenico del 680-681 il vescovo Teopempto si firma ancora come episcopus Mocissi secundae Cappadociae, senza alcun riferimento alla Cappadocia Terza. Solo nel secondo concilio di Nicea (787) i vescovi della nuova provincia formano un gruppo costituito.
La sede è documentata in tutte le Notitiae Episcopatuum del patriarcato di Costantinopoli fino al XIV secolo. Le sono attribuite fino a 6 diocesi suffraganee, tra cui quelle di Nazianzo, Colonia, Parnasso e Doara.
Diversi sono i vescovi conosciuti di questa sede metropolitana. Pietro prese parte al sinodo riunito a Costantinopoli nel 536 dal patriarca Mena per condannare Antimo. Teodosio partecipò al secondo concilio di Costantinopoli nel 553. Teopempto intervenne al terzo concilio di Costantinopoli nel 680 e al concilio detto in Trullo nel 692. Teognosto sottoscrisse una lettera sinodale all'epoca del patriarca Alessio I Studita. Al secondo concilio di Nicea del 787 il metropolita non era presente, e si fece rappresentare dal sacerdote Gregorio.
Dal XIX secolo Mocisso è annoverata tra le sedi arcivescovili titolari della Chiesa cattolica; la sede è vacante dal 24 marzo 1964.

## Cronotassi

### Vescovi e arcivescovi greci
- Pietro † (menzionato nel 536)
- Teodosio † (menzionato nel 553)
- Teopempto † (prima del 680 - dopo il 692)[4]
- Anonimo † (menzionato nel 787)
- Teognosto † (prima del 1027 - dopo gennaio 1028)[5]
- Epifanio † (prima di maggio 1030 - dopo gennaio 1032)[6]
- Leone I † (prima del 1069 - dopo il 1072)[7]
- Giovanni † (prima del 1079 - dopo il 1082)[7]
- Leone II † (menzionato nel 1157)[8]
- Luca † (prima del 1166 - dopo il 1172)[9]

### Arcivescovi titolari
- Johann Joseph Frederick Otto Zardetti † (12 giugno 1895 - 10 maggio 1902 deceduto)
- Giacomo Merizzi † (21 agosto 1902 - 22 marzo 1916 deceduto)
- Giovanni Battista Vinati † (1916 - 9 gennaio 1917 deceduto)
- Adolf Fritzen † (31 luglio 1919 - 7 settembre 1919 deceduto)
- Lorenzo Schioppa † (20 agosto 1920 - 23 aprile 1935 deceduto)
- John Hugh MacDonald † (12 dicembre 1936 - 5 marzo 1938 succeduto arcivescovo di Edmonton)
- Nicolas Cadi † (16 novembre 1939 - 22 settembre 1941 deceduto)
- Roger-Henri-Marie Beaussart † (10 dicembre 1943 - 29 febbraio 1952 deceduto)
- Vigilio Federico Dalla Zuanna, O.F.M.Cap. † (24 novembre 1952 - 4 marzo 1956 deceduto)
- Giovanni Jacono † (2 ottobre 1956 - 26 maggio 1957 deceduto)
- Heinrich Wienken † (19 agosto 1957 - 21 gennaio 1961 deceduto)
- Gabriel Bukatko † (2 marzo 1961 - 24 marzo 1964 succeduto arcivescovo di Belgrado)